# Захаровка (Омская область)
Захаровка — деревня в Муромцевском районе Омской области России. Входит в состав Моховского сельского поселения .

## История
Основана в 1856 году. В 1928 году поселок Захаровский состоял из 35 хозяйств, основное население — русские. В составе Мохово-Приваловского сельсовета Большереченского района Тарского округа Сибирского края.

## Население
| 1926 | 2010 |
| ---- | ---- |
| 223  | ↘176 |